# Howard Sachar
Pour les articles homonymes, voir Sachar.
Howard Morley Sachar, né le 10 février 1928 à Saint-Louis (Missouri) et mort le 18 avril 2018, est un historien et écrivain américain.

## Biographie
Fils d'Abram Sachar, né au sein d'une famille de juifs lituaniens, Howard Sachar a passé son doctorat à l'Université Harvard.  
Howard Sachar est professeur émérite à l'université George Washington et est spécialisé dans l'histoire du Moyen-Orient. Il est professeur-visiteur à l'université de Tel-Aviv et a été des conférences dans plusieurs universités aux États-Unis, en Europe, en Afrique du Sud et en Égypte. Il est l'auteur d'une quinzaine d'ouvrages.

## Publications
- The Course of Modern Jewish History
- Aliyah: The Peoples of Israel
- From the Ends of the Earth: The Peoples of Israel
- The Emergence of the Middle East
- Europe Leaves the Middle East
- A History of Israel from Rise of Zionism to Our Time
- The Man on the Camel
- Egypt and Israel
- Diaspora
- A History of Israel from the Aftermath of the Yom Kippur War
- A History of the Jews in America
- Farewell Espana: The World of the Sephardim Remembered
- Israel and Europe: An Appraisal in History
- A History of Israel: From the Rise of Zionism to Our Time (3e édition, revue et mise à jour) 2007
- Dreamland : Europeans and Jews in the Aftermath of the Great War
- A History of the Jews in the Modern World